# Henrik Kromann Toft
Henrik Kromann Toft, född 11 juli 1968, är en dansk bågskytt. Han deltog vid olympiska sommarspelen 1988 och 1992.